# Александрув (Ченстоховський повіт)
Александрув (пол. Aleksandrów) — село в Польщі, у гміні Конецполь Ченстоховського повіту Сілезького воєводства.
Населення — 152 особи (2011).
У 1975-1998 роках село належало до Ченстоховського воєводства.

## Демографія
Демографічна структура станом на 31 березня 2011 року:
|          | Загалом | Допрацездатний вік | Працездатний вік | Постпрацездатний вік |
| -------- | ------- | ------------------ | ---------------- | -------------------- |
| Чоловіки | 75      | 15                 | 52               | 8                    |
| Жінки    | 77      | 13                 | 37               | 27                   |
| Разом    | 152     | 28                 | 89               | 35                   |